# امام علی صدای عدالت انسانی

الامام علی صوت العدالة الانسانیه نام کتابی است نوشته جرج سمعان جرداق پیرامون علی امام اول شیعیان که در سال ۱۳۳۵ (۱۹۵۶ میلادی) در بیروت توسط انتشارات دار الفکر الإسلامیّه منتشر و در جهان اسلام مورد توجه وسیع قرار گرفت.

## بخش‌های کتاب و محتوی
این کتاب در ۵ جلد با عناوین ذیل نگاشته شده‌است:
- علی و حقوق بشر

شامل ۲۵۶ صفحه مروری بر اوضاع سرزمین حجاز، خاندان وی، معرفی ویژگی‌های عبادی، اخلاقی و رفتاری و علمی و نهایتاً بررسی عهدنامه مالک اشتر
- علی و انقلاب فرانسه

شامل ۲۵۶ صفحه که در آن ضمن بررسی ریشه‌ها و علل و تاریخ انقلاب فرانسه، دیدگاه‌ها و مبانی امام علی نیز بررسی و با یکدیگر مقایسه شده‌است و نهایتاً نتیجه‌گیری شده‌است که دیدگاه‌های وی در برگیرنده مبانی چهارگانه انقلاب فرانسه‌است.
- علی و سقراط

شامل ۲۳۹ صفحه که ظاهراً ۷۷ صفحه ادامه مجلد دوم بوده که برای تناسب حجم در جلد سوم ارائه شده‌است. نویسنده دیدگاه‌های سقراط و علی را ارائه کرده‌است.
- علی و دوران زندگانی‌اش

شامل ۲۵۴ صفحه که به بررسی و معرفی دو تیره اموی و هاشمی که هر دو از قریش هستند پرداخته شده و ضمن ارائه رویدادهای دوران عثمان و قتل او به رویدادهای دوران خلافت علی پرداخته و سپس به بیان روزهای آخر زندگانی وی می‌پردازد.
- علی و قومیت عربی

شامل ۲۷۰ صفحه شامل ارائه دیدگاه‌های آثار ابوالعلا معری، جبران خلیل جبران و میخائیل نعیمه، بخشی پیرامون دیدگاه‌های مستشرقان منصف و غیر منصف پیرامون علی و سپس در قسمتی با عنوان «آنچه دربارهٔ این کتاب گفته شده‌است» دیدگاه‌ها و تقدیرها از این کتاب ارائه شده‌است.
وی دربارهٔ چاپ کتاب می‌گوید: 
من عقیده دارم امام علی از مسیح بالاتر است. من شیفته شخصیت انسانی امام شده‌ام. ما کلاً مسیحی بوده‌ایم و بالطبع به امامت امام علی اعتقادی نداریم… همان‌طور که متنش را می‌نوشتم، سردبیر مجله الرساله آمد و گفت به ما بده که شماره به شماره چاپ کنیم. من قبول نکردم. بعد از اصرار و الحاح فراوان او عاقبت دو قسمت از متن را به او دادم. بلافاصله بعد از چاپ، رئیس کشیشان و راهبان فرقه کرملیه (از فرق مارونی مسیحی) گفت: من خودم این را به هزینه خودم چاپ می‌کنم… اتفاقاً اول کار، مسیحی‌ها فهمیدند و آمدند پهلوی من. ذوق زده و شادان. می‌گفتند تو عرب را سرافراز کرده‌ای. پول جمع کرده بودند و می‌خواستند پول چاپ کتاب را به من بدهند. گفتم این کتاب را با پول خودم چاپ نکرده‌ام و رئیس راهبان کارملیه چاپ کرده. رفتند که به او پول بدهند. او گفت خجالت بکشید، من این را چاپ نکرده‌ام. این پول راهبانی است که در اینجا عبادت می‌کنند. ببرید این پول را بدهید به فقرا. بعدها آن کشیش - رئیس راهبان کارملیه - به من گفت من علی را دوست دارم و از برکت او فقرای ما نیز به نوایی رسیدند.

نویسنده ۵۰ سال پس از انتشار کتاب می‌گوید که 
در این روزگار نیاز به امام علی و باورها و مواضع و نقش انسانی و بزرگ و عظیم او و امثال او، از بزرگان حقیقت و توجه به انسان بیش از نیاز هر زمان و دوران دیگری به علی و امثال اوست. این موضوع را هر انسانی که وجدان بیدار و درک درستی داشته باشد و به امور خواص و عوام به نیکی نظر کند درمی‌یابد، فرق نمی‌کند که این فرد به جهت عقاید و عاداتش از کدام گروه از انسان‌ها باشد و از کدام ملیت باشد و در کجا زندگی کند.

## بازتاب‌های چاپ کتاب
این کتاب ابتدا با مقدمه میخائیل نعیمه در ۱۹۵۶ در بیروت چاپ شد وی ضمن تأکید بر اینکه علی تنها دارای قهرمانی‌هایی در میدان جنگ نبوده‌است، وی را دارای بینش پاک
، طهارت وجدان و بیان سحرانگیز و ژرفای انسانیت و حرارات ایمان و مقام والای آنچه مردم را بدان می‌خوانده می‌داند و سپس به نکات برجسته کتاب از جمله: قدرت بیان نافذ و عاطفی و درخشان و دلنشین که تنه به ساحت شعر می‌ساید؛ موزون بودن کتاب از نظر توزیع حجم متعادل برای مباحث مختلف؛ کوشش شجاعانه و موفقیت در بازگویی اندیشه‌های سیاسی، دینی و اجتماعی و اقتصادی در صحن زندگی امروز به‌صورتی بدیع، می‌پردازد.
این کتاب پس از انتشار با استقبال بالا و دور از انتظاری مواجه گردید ناشر (دارالفکر العربی) در مقدمه‌ای بر چاپ پنجم نوشت که کتاب غوغایی بزرگ بپا کرده زیرا میلیونها خواننده از آن استقبال کرده‌اند و در مدت کوتاهی به فارسی، هندی و انگلیسی ترجمه شده‌است.
ناشر دیگری (دارلوائع) که آن را منتشر کرده‌است در مقدمه‌ای بر یکی از نسخه‌ها آورده‌است که تا آنزمان هیچ کتاب عربی با این میزان از استقبال مواجه نشده بود.

## ترجمه به فارسی
یک جلد از کتاب را سید صدرالدین بلاغی ترجمه کرد ولی به چاپ نرسید، ترجمه دیگری نیز توسط ابوالحسن شعرانی ارائه و چاپ شد.
ترجمه ای دیگر توسط سید هادی خسروشاهی به فارسی منتشر گردید و در سال ۱۳۴۲ در ایران چاپ شد.
ترجمه کامل دیگری نیز توسط محمد علی سلطانی به انجام رسیده است که در دو مجلد منتشر شده‌است.
نویسنده از انتشار بدون اجازه وی توسط ناشران ایرانی و عربی بارها ابراز گلایه کرده‌است.

## نقدها
در کنار نکات مثبت کتاب همچون بررسی منصافه زندگی امام اول شیعیان، قلم زیبا و پرجاذبه نویسنده، بدیع بودن تقسیم بندی، تکیه بر محور عدالت و قدرت پردازش و تحلیل موضوع، انتقاداتی نیز به کتاب وارد شده‌است از جمله، تحلیل شخصیت به عنوان یک شخصیت عربی، نداشتن ارجاعات و عدم ذکر سند، نبود یک چهارچوب نظری مشخص، خروج از موضوع و بیان نظرات غیر مرتبط.

## دلیل نوشتن درباره علی ابن ابیطالب
برای نخستین بار جرج جرداق دربارهٔ راز عدم نوشتن درباره شخصیت دیگری غیر از علی سخن می گوید و در گفتگو با شفقنا بیان می‌کند: "عده ای از مردم کشورهای حوزه خلیج فارس و مصر به من پیشنهاد می کردند که مثلاً در مورد عمر یا دیگران بنویسم... اما من نپذیرفتم نه به این خاطر که بخواهم بگویم عمر یا کس دیگری بد است نه اصلاً اینطور نبود بلکه من پس از علی علیه اسلام کسی را شایسته نوشتن ندیدم و تصمیم گرفتم که جز در مورد علی ابن ابیطالب ننویسم....انقلاب علی بن ابیطالب انقلاب انسانی، اجتماعی، فکری و فرهنگی بود و در آن بین دو جبهه فسق و قتل و قاچاق انسان و برده و مرگ از یک طرف و جبهه دین و رحمت و عدالت و انسانیت و آزادی و حیات فاصله های زیادی بود. موظف شدم که جبهه علی را که خالص ترین جبهه ها است، مورد بررسی و تحلیل قرار دهم. این جبهه راه را برای من روشن کرد و چراغ راهم شد" .